# Juan Busutil Montón
Juan Busutil Montón fou un polític valencià, alcalde de València i diputat a les Corts Espanyoles durant la restauració borbònica.

## Biografia
fill del comerciant i polític José Busutil Barberá. El 1889 fou vicepresident de la Real Sociedad Valenciana de Agricultura y Deportes. També fou alcalde de València de desembre de 1892 a gener de 1893. El 1896 fou escollit membre de la Diputació Provincial de València pel districte de Sueca-Gandia. Posteriorment fou diputat del Partit Liberal pel districte de Xiva de Bunyol a les eleccions generals espanyoles de 1901.